# Uniiique
Uniiique（ユニーク）は、日本の総合エンターテインメントプロダクション。2025年より、福岡県の株式会社ジョブ・ネットが『株式会社Uniiiqueエンターテインメント』、東京都の株式会社ASUNAが『株式会社Uniiique』にそれぞれ改称し、共同の芸能事業部として構成している。さらに後日『株式会社Unlock』が加わった。

## 沿革
2007年2月、福岡県福岡市に『株式会社ジョブ・ネット』を設立。人材派遣を中心とした業務のほか、教育関連事業・キャスティング事業・ブランディング業・管理業・インフルエンサーマーケティングなども手掛ける。
2011年、アイドルグループ「LinQ」の発足に伴い、芸能プロダクション経営、エンターテインメント事業に進出。
2017年6月、新たなエンターテインメント事業部門「IQ（アイドル九州＝アイキュウ）プロジェクト」を発足させている。
2019年、eスポーツ事業組織「eスポーツジャパン」と業務提携を締結。
2021年3月、福岡県中間市と連携協定を締結。
2022年9月、株式会社ASUNA（代表：大久保翔太）と共同で、新たな芸能事業部「Uniiique（ユニーク）」を設立。一部のIQプロジェクト所属タレントが同事業部に社内移籍。
2024年3月、根元であった人材派遣事業を、社内のCOOである石川優児が代表に就任した福岡の人材サービス企業『株式会社 I・PARTNERS』に移譲。以降、エンタメ事業に専念となる。
2025年1月、社名を『株式会社Uniiiqueエンターテインメント』に改称。共同経営の株式会社ASUNAも『株式会社Uniiique』に改称し、事業の一体化に移行。
2025年4月、新会社として『株式会社Unlock（アンロック）』をUniiique（旧ASUNA） より分社設立。8月、Uniiique（旧ASUNA）内にスポーツ・アスリート愛好者のクリエイター部署『CONNECT（コネクト）』を新設。

### 補足・備考
- 所在地および変遷

法人の本社所在登録は当初、派遣事業部がある同市の中央区天神5丁目7番5号としていたが、2015年10月05日付けでエンタメ事業部があった天神5丁目8番4号に変更。さらに同事業部は2022年9月から天神4丁目9番12号4階に移転し、跡地は所有のスタジオとしてリニューアルしている。Uniiiqueエンターテインメントに改称後は、2025年2月から現行に移転。
- 芸能事業部の分別化

2022年9月より芸能所属者をジャンル別に区分け。主にアイドルやグループ・音楽アーティストは「IQプロジェクト」所属、主力タレントやクリエイターを「Uniiique」所属としている。
- 社名Uniiique（ユニーク）

社名Uniiiqueの由来は、Uniqueness（独自性）を基にした造語。タレントの個性と才能を最大限に引き出す理念であるとしている。

## IQプロジェクト（Uniiiqueエンターテインメント）
2017年6月に発足した、エンターテインメント事業部門。大多数の同社女性アイドルやグループが所属している。

### 所属タレント・歌手・俳優
（2025年8月時点。五十音順。「IQプロジェクト研究生」「LinQKIDS」所属者は非正規のため割愛）
- 天野なつ
- AYA（櫻井あや）
- ANNA（高光杏奈）
- 岩本琴音（KOTONE）
- 宇咲妃奈乃
- 大島向葵
- 大葉みらい
- 織多莉鈴
- 海月らん
- 黒田れい
- 彩木美沙
- 華山あかり
- 平松聖菜
- 槙宮令乃
- MIMI（恋本みみ）
- 森山結友
- YUYU（あゆ）

【サポート契約】
- 井上真里奈
- 柏木優茉

### 所属グループ・ユニット
- LinQ
- トキヲイキル
- HelloYouth
- MAGICAL SPEC
- LinQ Qty
- IQプロジェクト研究生（BudLaB）
- LinQKIDS
- CHiSEMiKU - 不定期活動
- ゆめくり - SNS活動

### 事業本部スタッフ
- 上原あさみ（取締役）
- 杉本ゆさ
- 吉川千愛
- 一ノ瀬みく（協力）

## Uniiique（旧ASUNA）
2022年9月に、株式会社ASUNAと株式会社ジョブ・ネットが共同で新設した芸能事業部。ASUNAとIQプロジェクト（ジョブ・ネット）出身タレントで構成している。

### 概要
初代の共同代表は、ジョブ・ネットのCOOである石川優児と、ASUNA代表の大久保翔太が務める。事務所は東京都と福岡市に所在し、自前のスタジオ「Uniiique Tenjin Studio」を所有する。設立時点の会社概要では本部が東京・福岡どちらかについての説明はなく、特に定めていない模様であった。
2025年1月より、ASUNAが事業部名である『株式会社Uniiique（ユニーク）』に社名変更。同時期に連動してジョブ・ネットから改称した『株式会社Uniiiqueエンターテインメント』と共に、一体化したグループ経営に移行している。

### 所属タレント・歌手・モデル・俳優・インフルエンサー

#### IQプロジェクト出身者
（2025年8月時点。公式プロフィール記載順に準拠）
- 金子みゆ
- 髙木悠未
- 新木さくら
- 有村南海
- 森斗咲羽
- 海月らな
- RINKA（朝日奈凛佳）
- ゆめくり
  - MEKU（橘杏來）
  - YUURI（岩坂祐里）
- UTA（青山詩、出向先：ディアステージにレンタル）
- 藤咲まりな
- 原直子
- 深瀬智聖
- 大庭彩歌
- 桃咲まゆ
- 岸田麻佑
- 伊藤麻希（出向先：東京女子プロレス）

#### 他所出身者・新規入所者
- 折田涼夏
- 中島結音
- 瀬川陽菜乃
- もえ
- 栞麗（しおり）
- 山田琴春
- 上野道生
- はるか
- だんどり
- 中山采弥
- 優空
- 毛利果鈴
- 森美優
- 平松彩心
- 松本夏希

#### 業務提携
- 藤井優衣（KissBee）
- 篠原ののか（KissBee）

### CONNECT（レーベル）
スポーツ・アスリート愛好者のクリエイターに特化した事業部署。2025年8月、Uniiique内に新設。事務所ではCONNECTレーベル（ブランドの意）とも呼称している。初代事業責任者は、ANREAL STUDIO出身のプロデューサー磯拓馬が務める。

#### 所属クリエイター
- メロンパンナ（菊野樹奈）
- 衣笠乃愛
- 榎本樹羅
- 田舎の元女子野球部（藤宮えな）
- リクジョのきあり（笠井彩愛）
- 海月らん（HelloYouth所属）
- 本城まやか（本城茉弥佳）

## Unlock
2025年4月、Uniiique（旧ASUNA） から分社した芸能事業部。初代代表は、Uniiiqueの副代表を兼任する堀江利工が務める。

### 所属タレント・歌手・モデル・インフルエンサー
（2025年8月時点。公式プロフィール記載順に準拠）
- 澤村光彩
- 主人公（金丸紗希）
- ちゃんちゃんまる（山崎夏菜）
- エイミー
- 大澤綾菜
- 深結（みゆ）
- 廣住このは
- うさぴ
- naru
- あやの
- 望月さあや
- しみずくるみ

## 備考補足

### IQプロジェクト オフィシャルパートナー
2022年9月時点
- セイワパーク
- ガリレオコーポレーション
- カムラック・グループ
- ピザクック（イワタダイナース）
- 美祢市観光協会
- 堀内恭彦法律事務所
- else if（エルスイフ）
- アルコ（ARK）
- ガージュ（gage）
- 株式会社SAT
- 中間市（連携協定）